# Polystichum ovatopaleaceum
Polystichum ovatopaleaceum är en träjonväxtart som först beskrevs av Kodama och som fick sitt nu gällande namn av Satoru Kurata.
Polystichum ovatopaleaceum ingår i släktet Polystichum och familjen Dryopteridaceae. Inga underarter finns listade i Catalogue of Life.